# Valparaíso (Messico)
Valparaíso è una municipalità dello stato di Zacatecas, nel Messico centrale, il cui capoluogo è la località omonima.
Conta 33.323 abitanti (2010) e ha una estensione di 5.714,16 km².